# Muzeum průmyslových železnic

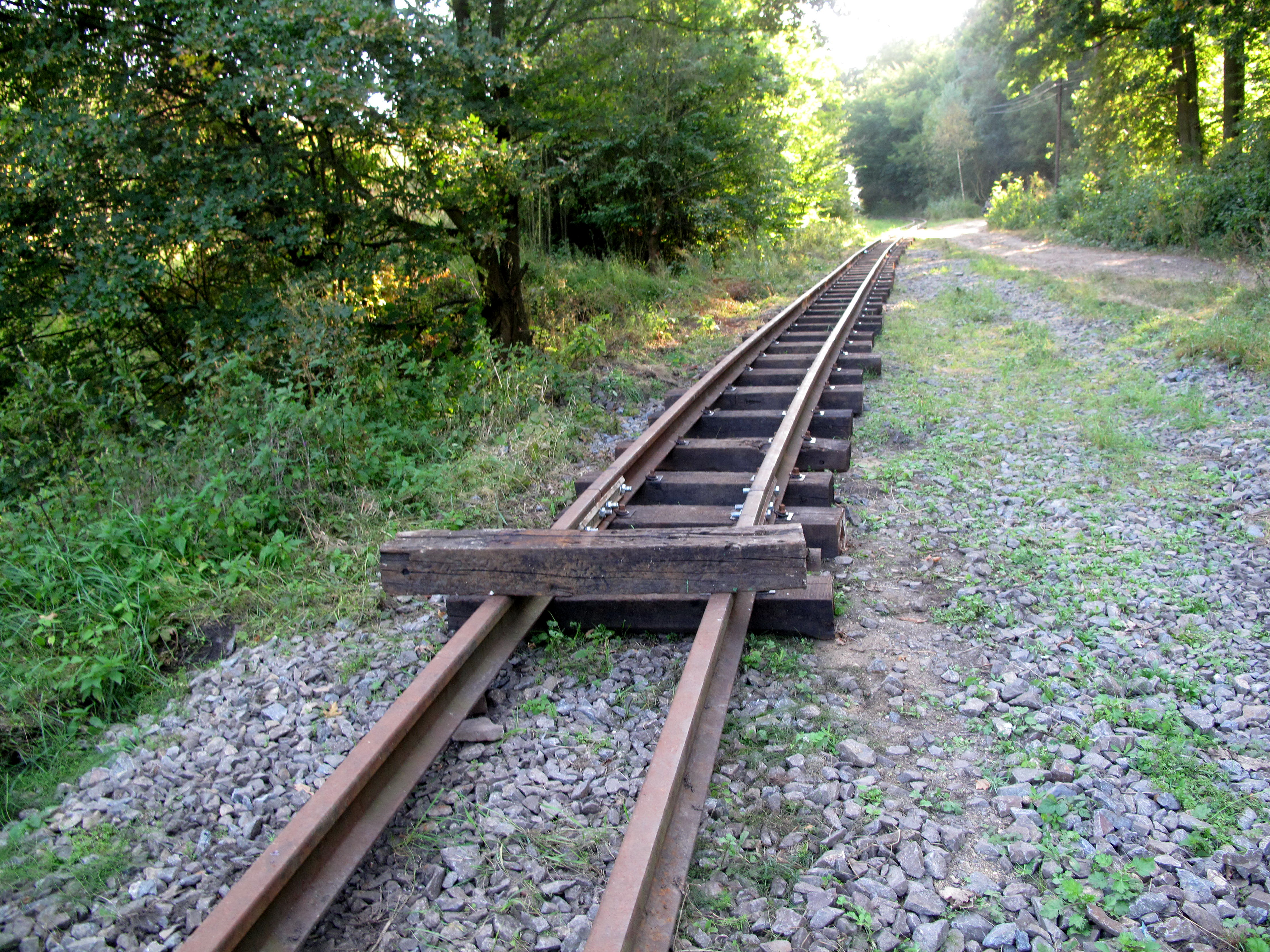
Dočasné ukončení železniční tratě MPŽ (2009)

Muzeum průmyslových železnic (MPŽ) se nachází ve Zbýšově v okrese Brno-venkov v areálu bývalého dolu Jindřich II. Jedná se o spolek – neziskovou organizaci zabývající se dokumentací, záchranou, renovacemi a muzejní prezentací úzkorozchodných železničních vozidel.

## Historie
V roce 1991 vznikl Klub průmyslových železnic (KPŽ), jehož cílem byla záchrana slovenských lesních železnic, provozní dokumentace a železniční techniky. V Brně-Černovicích byla v letech 1991–1994 pro získané exponáty vybudována na soukromém pozemku předváděcí trať. Ve sbírce bylo šest lokomotiv a patnáct vozů. Postupem doby se sbírka rozrůstala o další exponáty a také rozšiřovala se i členská základna KPŽ. Dne 1. března 1994 byl KPŽ přeregistrován na Muzeum průmyslových železnic Brno (MPŽ). Ve vlastnictví muzea bylo deset lokomotiv a 30 vozů. Dne 12. května 1995 byly převezeny dvě lokomotivy a dva vagony do Mladějova, kde MPŽ zahájilo spolupráci na záchraně mladějovské úzkorozchodné dráhy. V květnu 1997 byla podepsána smlouva o pronájmu dráhy mezi zástupci MPŽ a Moravskými šamotovými a lupkovými závody Mladějov. V roce 2004 byl pronájem ukončen. Roku 2005 získalo Muzeum průmyslových železnic vlečku ze Zastávky k areálu bývalého dolu Jindřich II v okrese Brno-venkov. U bývalého dolu Jindřich II byla zahájena výstavba zázemí a nové dráhy. Původní trať o rozchodu 1435 mm byla postupně přestavěna na úzkorozchodnou železnici s rozchodem 600 mm a zprovozněna. V roce 2006 bylo ve sbírce na 150 exponátů parních a elektrických lokomotiv, motorových lokomotiv, osobních a nákladních vagónů a další traťové mechanismy. Lokomotivy a vagóny byly shromážděné ze zrušených dolů, lomů, cihelen a jiných průmyslových úzkorozchodných železnic z celé ČR. V novém místě na ploše 1000 m² bylo muzeum zpřístupněno v roce 2007. Mezi nejstarší provozuschopné unikáty patří elektrická lokomotiva Siemens z roku 1908.

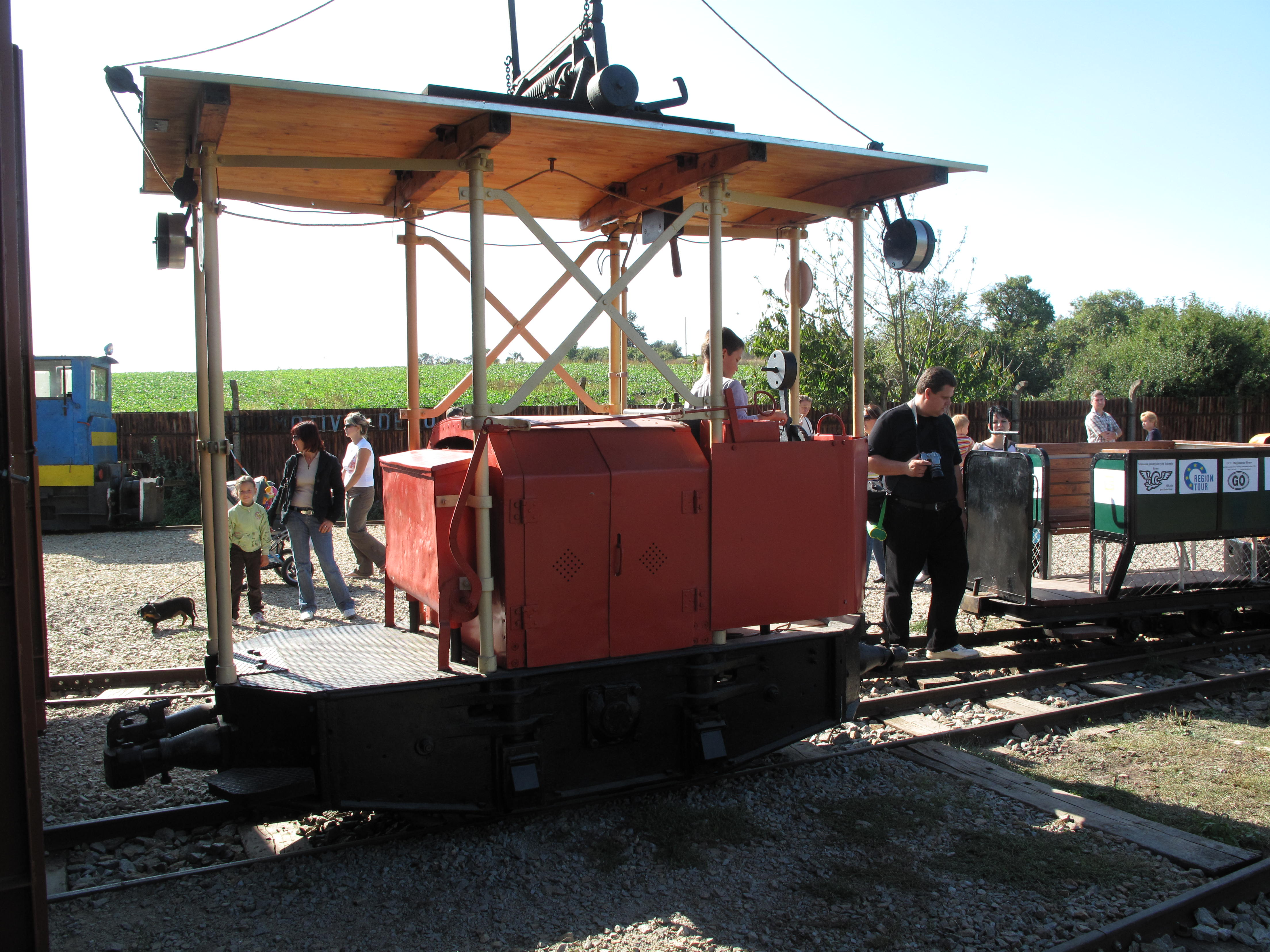
Elektrická lokomotiva Siemens z roku 1908

Těžištěm sbírek je poválečné období, kdy v Československu došlo k největšímu rozmachu sériové výroby úzkorozchodných lokomotiv a vozů pro průmyslové dráhy. To dokumentuje ucelená vývojová řada motorových lokomotiv středního výkonu (30 ks) vyráběná od padesátých let 20. století v ČKD – typy BN 30 (1953), BN 30U (1959), BN 30R (1961), což byly nejčastěji provozované lokomotivy na většině československých povrchových průmyslových drah. Mezi stroje ojedinělé konstrukce patří spojnicová BN 60 (ČKD, rok 1952), jediný dochovaný kus tohoto typu, nebo BNE 25 a BNE 50 (ČKD, z let 1950 a 1952), zajímavé nejen na svou dobu jedinečným elektrickým přenosem výkonu. K nejstarším motorovým lokomotivám patří typ MD2 výrobce Orenstein & Koppel z roku 1940.

### Úzkorozchodná železniční trať
Muzeum v roce 2010 založilo společně s obcemi Zbýšov, Babice u Rosic a Zastávka obecně prospěšnou společnost Regionální úzkorozchodná železnice, která zabezpečuje dostavbu, údržbu a provoz úzkorozchodné železnice Zastávka u Brna – Babice u Rosic – Zbýšov a provozování muzea průmyslových železnic v areálu bývalého dolu Jindřich II ve Zbýšově. Tato původně normálněrozchodná uhelná dráha byla postavena v roce 1862 v délce 4,9 km, s odbočkou na důl Jindřich v km 2,6. Trať měla stoupání až 35 ‰, což ji v době vzniku řadilo k nejstrmějším ve střední Evropě. V roce 1966 se stala vlečkou a po roce 1974, kdy byla zprovozněna nákladní visutá lanovka z dolu Jindřich II do oslavanské elektrárny, byla využívána jen sporadicky. Těžba černého uhlí v dolech Jindřich II a Antonín byla ukončena roku 1992, naposledy byla vlečka využita roku 1997.
Úzkorozchodná dráha o rozchodu 600 mm, dlouhá 2,7 km a vybudovaná na tělese původní vlečky, začíná v areálu MPŽ u bývalého dolu Jindřich II a vede do stanice Zastávka u Brna, kde má jedno společné nástupiště s normálněrozchodnou tratí železniční tratě Brno–Jihlava. Drážka byla budována postupně svépomocí dle možností členů spolku, který se majitelem tohoto úseku stal v roce 2005. Od toho roku byla prováděna přestavba tratě z rozchodu 1435 mm na rozchod 600 mm, a to ve směru od areálu MŽP směrem z Zastávce. V roce 2009 byla úzkorozchodná trať dlouhá 800 m. Před zahájením turistické sezóny 2016 byla dráha prodloužena o 300metrový úsek k bývalému dolu Ferdinand a v roce 2017 byla provizorně ukončena přibližně 300 m před stanicí Zastávka u Brna. Ta byla v letech 2022–2024 celkově zmodernizována, přičemž projekt již počítal s přivedením úzkorozchodné dráhy k jednomu z nástupišť. Její výstavba proběhla v dalších měsících, takže provoz na novém koncovém úseku dráhy MPŽ mohl být zahájen 8. května 2025 speciálním vlakem pro Klub českých turistů a následně 10. května se zahájením muzejní sezóny. Slavnostní zprovoznění se uskutečnilo 13. června 2025.
Do budoucna zvažuje Muzeum průmyslových železnic prodloužení úzkorozchodné tratě v trase původní uhelné dráhy dále do Zbýšova (možná až k dolu Simson), kde by měl být umožněn elektrický provoz, a obnovu odbočky k dolu Ferdinand v Babicích u Rosic.